# Аукар
Аукар або Ерг-Аукар  (араб. عوكر) — геологічна западина на південному сході Мавританії. 
Розташована між Кіффою та Немою, на південь від плато Тагант. Регіон також називають Ход, або ель-Ход.
(араб. الحوض, досл. «западина»).
Басейн Аукар — сухий природний регіон піщаних дюн та солончаків, облямований уступами з півночі та сходу.

## Історія
За часів Зеленої Сахари у западині було величезне, вкрите очеретом безстічне озеро, але воно висохло. 
Колишнє озеро Аукар простягалося до району Тішит, омиваючі південь плато Тагант. 
Біля скель, що виходять на берег висохлого озера, знайдено руїни близько 400 сіл. 

Зі сходу на захід Дар-Нема, Дар-Уалата, Дар-Тішит і Дар-Тагант утворюють напівкруглу форму навколо западини Ход/Аукар, яка до 4000 року до н. е. була територією зі значними озерами, а після 1000 року до н. е. — територією, яка дедалі більше висихала. 
 
За часів культури Тішит, 2200 р. до н. е.  
 — 200 р. до н. е. 
, 
це була оазисна зона. 

Пізніше цей терен увійшов до складу Французького Судану (сучасний Малі), але в 1944 році передано Французькій Мавританії, ймовірно, за примхою колоніального губернатора Легрета. 

Передача все ще викликала обурення навіть після здобуття Малі незалежності. 

Раніше родюча, зараз вона здебільшого є безплідною пусткою. 

## Екологія
Аукар — один з небагатьох природних притулків для адакса, виду антилопи, що знаходиться під загрозою зникнення та мешкає в цьому регіоні. 